# Rhinella gallardoi
Rhinella gallardoi är en groddjursart som först beskrevs av Gustavo R. Carrizo 1992.  Rhinella gallardoi ingår i släktet Rhinella och familjen paddor. IUCN kategoriserar arten globalt som starkt hotad. Inga underarter finns listade i Catalogue of Life.